# Замъгленото стъкло
Замъгленото стъкло (на испански: El cristal empañado) е мексиканска теленовела, създадена от Ектор Иглесиас, режисирана от Хосе Рендон и Симон Брос и продуцирана от Хосе Рендон за Телевиса през 1989 г.
В главните роли са Мариагна Пратс и Хайме Гарса, а в отрицателните – Магда Гусман и Фернандо Саенс.

## Сюжет
Съществува ли свят вътре в него, от другата страна на огледалото, където се съзерцава само тъмното и изкривено лице на реалността? Душата, когато е в контакт с него, губи своята кристална прозрачност, може да се оцапа, да се замърси, да се замъгли...
Историята се фокусира върху живота на две жени, Вирхиния и Паулина, които са братовчедки. Вирхиния е по-възрастната от двете, озлобена и завистлива, а Паулина е била известна жена, но вече изпаднала в забвение. Вирхиния живее с дъщеря си Мерседес в къщата на Паулина. Докато Вирхиния ежедневно търси начин, чрез който да унищожи напълно братовчедка си, Паулина прекарва живота си, потънала в депресия и копнеж по своето славно минало. Паулина е покрила всички огледала в дома си, за да не се вижда такава, каквато е сега, като само наблюдава плакатите, които свидетелстват за най-добрите ѝ години, сияеща и красива, докато танцува в първокласни кабарета.
Успоредно с историята на тези две жени, се проследява и историята на техните деца: Мерседес, дъщерята на Вирхиния, и Хасинто, сина на Паулина. Мерседес е самотна млада жена с благородни чувства, която майка ѝ е смачкала по такъв начин, че да я накара да изпита чувство на нищожност и грозота. Жасинто е красив и образован мъж, но с измъчен външен вид – това е причината да бъде отхвърлян от жените. Зад очилата си и плахия си поглед той крие дълбоки емоционални конфликти. Непрекъснато се бори с любовта и омразата, породени от майка му.
Ракел, благородно и красиво момиче, е засегната от развода на родителите си и се премества в град Мексико, готова да започне живота си отначало. Та има романтична душа, копнееща да намери любовта на живота си, но се страхува, че ще се провали точно както родителите си.
Но всеки крие нещо, не всичко е такова, каквото изглежда, изкривена реалност, в която истината е тъмна и плашеща и се крие зад замъгленото стъкло.

## Актьори
- Мариагна Пратс – Ракел / Йоланда
- Хайме Гарса – Хасинто
- Магда Гусман – Вирхиния Фигероа
- Дина де Марко – Паулина Акоста
- Летисия Пердигон – Мерседес
- Мануел Ландета – Клаудио
- Диана Голден – Алисия
- Мече Барба – Йоланда
- Ектор Крус Лара – Марио
- Фернандо Саенс – Адриа Малдонадо
- Магда Карина – Луиса
- Карина Дупрес – Карла
- Грасиела Лара – Хосефина
- Хасмин Атие – Марибел
- Йошио – Комендант Молина
- Лаура Форастиери – Исабел
- Фидел Гарига – Саласар
- Франсиско Авенданьо – Артуро
- Кармен Делгадо – Марисела
- Моника Прадо – Еухения
- Алисия Осорио – Ампаро
- Марипас Банкелс – Паулина (млада)
- Хавиер Диас Дуеняс – Леополдо
- Рафаел Банкелс – Лусиано
- Мануел Сервин – Д-р Барера

## Премиера
Премиерата на Замъгленото стъкло е на 20 февруари 1989 г. по Canal de las Estrellas. Последният 83. епизод е излъчен на 16 юни 1989 г.

## Екип
- Оригинална история – Ектор Иглесиас
- Адаптация – Едуардо Кирога, Лорена Саласар
- Литературна редакция – Химена Суарес, Хитлалцин Васкес
- Сценография – Фелипе Наваро
- Декор – Рафаел Брисуела, Гуадалупе Фриас
- Дизайн на костюми – Тереса Тейес
- Музикална тема – El cristal empañado
- Композитори – Алваро Еухенио, Маркос Дели
- Редактори – Уго Ариас, Аполинар Луна
- Директор продукция – Химена Суарес
- Координатор продукция – Родриго Рохас
- Оператори – Хорхе Мигел Валдес
- Втори режисьор – Симон Брос
- Режисьор и изпълнителен продуцент – Хосе Рендон